# Formula–1 San Marinó-i nagydíj

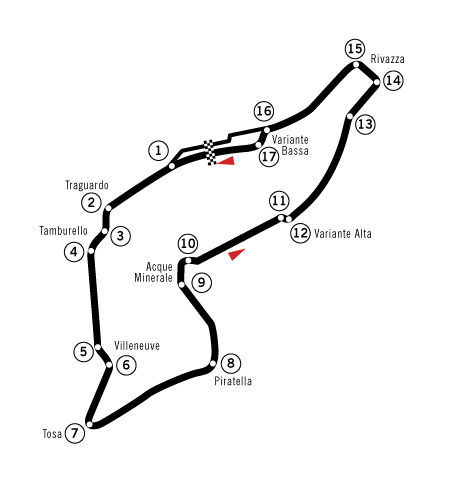
Autodromo Enzo e Dino Ferrari

A Formula–1 San Marinó-i nagydíjat 1981-től 2006-ig rendezték meg megszakítás nélkül a Formula–1-ben az imolai pályán. A versenypálya mindössze 80 kilométerre található Maranellótól, a Ferrari székhelyétől. Emiatt a Ferrari Formula–1-es csapatának "hazai" pályájának is szokás nevezni. A rajta tartott F1-es versenyek 62 körösek voltak, amely összesen 305,609 km-nek felel meg. Hírhedtségét 1994-ben érte el, amikor a szombati időmérő edzésen Roland Ratzenberger a Villeneuve, majd a versenyen a háromszoros világbajnok Ayrton Senna a Tamburello kanyarban halt meg baleset miatt. A verseny után a versenypályát átalakították, amelynek következtében biztonságosabb és lassabb lett. Korábbi neve Autodromo Dino Ferrari volt, Enzo Ferrari korán meghalt fiáról elnevezve. 1988 óta viseli jelenlegi nevét, amikor Enzo Ferrari is meghalt.
| Év   | Versenyző             | Konstruktőr      | Helyszín | Riport |
| ---- | --------------------- | ---------------- | -------- | ------ |
| 2006 | Michael Schumacher    | Ferrari          | Imola    | Riport |
| 2005 | Fernando Alonso       | Renault          | Imola    | Riport |
| 2004 | Michael Schumacher    | Ferrari          | Imola    | Riport |
| 2003 | Michael Schumacher    | Ferrari          | Imola    | Riport |
| 2002 | Michael Schumacher    | Ferrari          | Imola    | Riport |
| 2001 | Ralf Schumacher       | Williams-BMW     | Imola    | Riport |
| 2000 | Michael Schumacher    | Ferrari          | Imola    | Riport |
| 1999 | Michael Schumacher    | Ferrari          | Imola    | Riport |
| 1998 | David Coulthard       | McLaren-Mercedes | Imola    | Riport |
| 1997 | Heinz-Harald Frentzen | Williams-Renault | Imola    | Riport |
| 1996 | Damon Hill            | Williams-Renault | Imola    | Riport |
| 1995 | Damon Hill            | Williams-Renault | Imola    | Riport |
| 1994 | Michael Schumacher    | Benetton-Ford    | Imola    | Riport |
| 1993 | Alain Prost           | Williams-Renault | Imola    | Riport |
| 1992 | Nigel Mansell         | Williams-Renault | Imola    | Riport |
| 1991 | Ayrton Senna          | McLaren-Honda    | Imola    | Riport |
| 1990 | Riccardo Patrese      | Williams-Renault | Imola    | Riport |
| 1989 | Ayrton Senna          | McLaren-Honda    | Imola    | Riport |
| 1988 | Ayrton Senna          | McLaren-Honda    | Imola    | Riport |
| 1987 | Nigel Mansell         | Williams-Honda   | Imola    | Riport |
| 1986 | Alain Prost           | McLaren-TAG      | Imola    | Riport |
| 1985 | Elio de Angelis       | Lotus-Renault    | Imola    | Riport |
| 1984 | Alain Prost           | McLaren-TAG      | Imola    | Riport |
| 1983 | Patrick Tambay        | Ferrari          | Imola    | Riport |
| 1982 | Didier Pironi         | Ferrari          | Imola    | Riport |
| 1981 | Nelson Piquet         | Brabham-Ford     | Imola    | Riport |